# Bulbophyllum lobbii
Bulbophyllum lobbii  (лат.) — вид однодольных цветковых растений семейства Орхидные (Orchidaceae) рода Бульбофиллюм (Bulbophyllum). Произрастает в Таиланде и Индонезии (преимущественно на острове Суматра). Эпифит. Впервые описан ботаником Джоном Линдли в 1847 году.
Часто выращивается в домах для декоративных целей.

## Описание
У данного вида бульбофиллюмов цветок жёлтого цвета. Длина псевдобульб 3-5 см, яйцевидной формы. Приросты располагаются на корневище в расстоянии 7,5 см друг от друга. Длина цветка - 6-9 см. Листья длиной 25 см, сам куст - 30 см. Цветок цветёт круглый год - больше всего в июне.